# Stefan Savić
Stefan Savić (crnogorski: Стефан Савић; Mojkovac, 8. siječnja 1991.) crnogorski je nogometaš koji igra na poziciji stopera. Trenutačno igra za Trabzonspor.
Debitirao je za nogometnu reprezentaciju Crne Gore u utakmici protiv Sjeverne Irske 11. kolovoza 2010. godine.

## Vanjske poveznice
- Profil na Transfermarktu
- Profil na Soccerwayu